# No Name Face

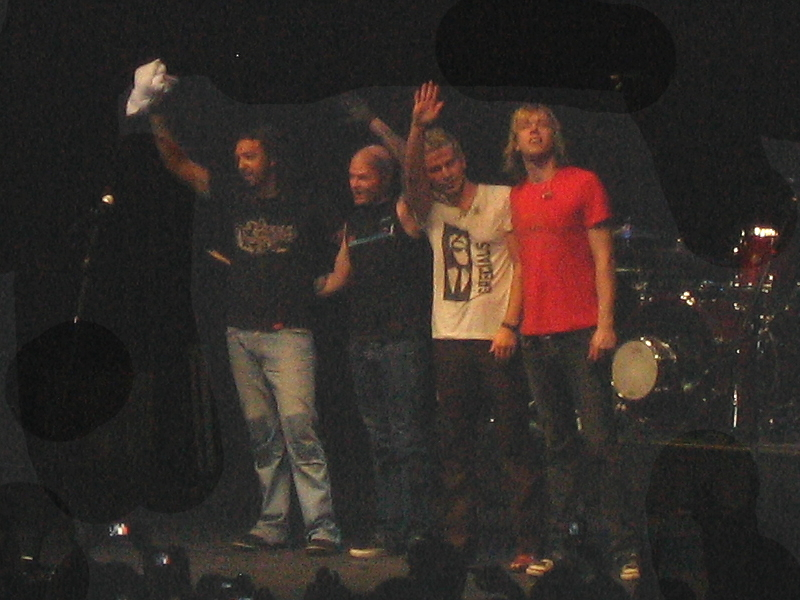
Lifehouse

No Name Face est le premier album du groupe de rock alternatif Lifehouse. Distribué par DreamWorks Records à partir du 31 octobre 2000, il contient notamment le titre Hanging by a Moment qui sera le plus diffusé à la radio aux États-Unis l'année suivante.

## Chansons
1. Hanging by a Moment - 3:36
2. Sick Cycle Carousel - 4:23
3. Unknown - 4:06
4. Somebody Else's Song - 4:36
5. Trying - 3:52
6. Only One - 4:56
7. Simon - 6:01
8. Cling and Clatter - 4:29
9. Breathing - 4:25
10. Quasimodo - 4:32
11. Somewhere in Between - 4:14
12. Everything - 6:07